# 提尔皮茨号战列舰
提尔皮茨号（德語：Tirpitz，德語發音：[ˈtɪʁpɪt͡s] ⓘ）是纳粹德国战争海军建造的两艘俾斯麦级战列舰的二号舰，得名于前德意志帝国海军的缔造者、海军元帅阿尔弗雷德·冯·提尔皮茨。该舰于1936年11月在威廉港的战争海军造船厂铺设龙骨，并于两年半后下水。全部工程于1941年2月完成，它随即入列德国舰队服役。如同其姊妹舰俾斯麦号一样，提尔皮茨号在四座双联装炮塔上装备了八门380毫米SK C/34型舰炮作为主炮。经过一系列战时修改，它比俾斯麦号还要重2,000吨，成为欧洲海军有史以来建造的最重型战列舰。
在1941年初完成海试后，提尔皮茨号曾临时担任波罗的海舰队的核心，目的是防止苏联波罗的海舰队可能的突围企图。1942年初，它又驶至挪威，以威慑盟军入侵。驻扎在挪威期间，该舰还打算用于拦截盟军前往苏联的护航船队，并于1942年尝试执行了两次此类任务。这是提尔皮茨号唯一可行的任务，因为自圣纳泽尔遇袭之后，针对大西洋护航线路的行动变得风险极大。它还充当起存在舰队的角色，迫使英国皇家海军在该地区保留了大量的海军部队来遏制这艘战列舰。
1943年9月，提尔皮茨号与战列舰沙恩霍斯特号一同对斯匹次卑尔根岛的盟军阵地实施了炮击，这是它唯一一次在进攻中使用主炮。此后不久，该舰在英国微型潜艇的袭击中受损，随后又遭受了一系列大规模空袭。1944年11月12日，提尔皮茨号被装备有12,000磅（5,400）高脚柜炸弹的英国兰开斯特轰炸机在空袭中取得两次直接命中和一次近距脱靶，导致舰只迅速倾覆。甲板上的火势蔓延到其中一座主炮塔的弹药库，引发了大爆炸。舰上阵亡人数估计为950至1204人。1948年至1957年间，挪威与德国对提尔皮茨号进行了联合打捞，起获的舰体残骸被拆解出售。

## 设计
纳粹德国战争海军于1930年代中期制定了两艘俾斯麦级战列舰的设计方案，旨在对抗法国海军的扩张，尤其是法国于1935年开始建造的两艘黎塞留级战列舰。提尔皮茨号及其姊妹舰俾斯麦号是在1935年《英德海军协定》签署后动工的，名义上仍处于规范了战间期战列舰建造的《华盛顿海军条约》所限制的35,000長噸（36,000公噸）排水量之内。实际上这两艘舰秘密地远超了这一数字，尽管在它们完工之前，国际条约体系便在日本于1937年退出后已经分崩离析，允许签署国援引排水量高达45,000長噸（46,000公噸）的“升降梯条款”。

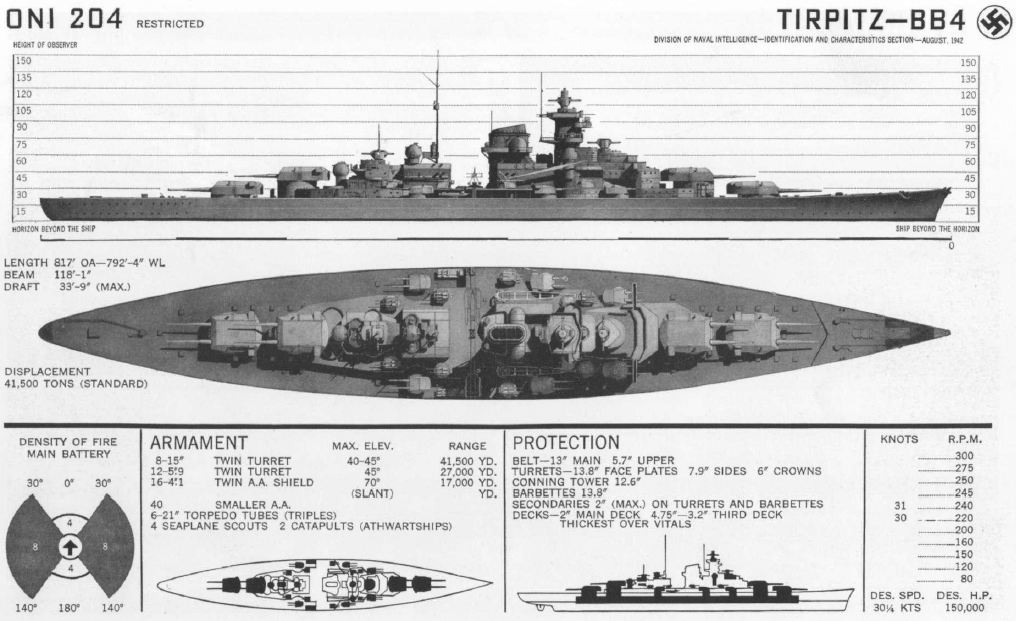
美国海军制作的提尔皮茨号识别图

提尔皮茨号在竣工时的标准排水量为42,900公噸（42,200長噸），满载排水量则达52,600公噸（51,800長噸），全长251米，舷宽36米，最大吃水深度10.60米。其标准船员编制为103名军官和1,962名水兵；在战争期间，这一数字增加到108名军官和2,500名水兵。它由三台勃朗-包维利齿轮传动蒸汽轮机和十二台燃油过热水管锅炉驱动，总输出功率可达163,023匹公制馬力（160,793匹軸馬力；119,903千瓦特），并在速度实验中达到30.8節（57.0每小時）的最高速度。
该舰在四座双联装炮塔中装备有八门380毫米34式速射炮：其中两座是以背负式布局居前——即“安东”及“布鲁诺”，以及两座在后——“采撒”及“朵拉”。副炮则包括十二门150毫米55倍径速射炮、十六门105毫米38式高射炮、十六门37毫米30式速射炮和十二门20毫米30式高射炮。20毫米炮的数量最终增加至五十八门。1942年以后，又有八具533毫米水上鱼雷发射管被安装至两座四联装支架上，每边舷侧各一座。
竣工时，提尔皮茨号配备有三组FuMo 23型搜索雷达，分别安装在前部、前桅楼和后部测距机上。它们后来被具有更大天线阵列的27型和26型雷达所取代。1944年，在其中桅上则安装了代号为“霍亨特维尔”的30型雷达，而其艉部的105毫米高射炮测距机上则加装了213型“维尔茨堡”火控雷达。舰只的水线装甲带有320毫米厚，由一对分别为50毫米和100至120毫米厚的上层甲板和主装甲甲板所覆盖。380毫米炮塔在正面和侧面的装甲厚度则分别有360毫米和220毫米。

## 服役历史

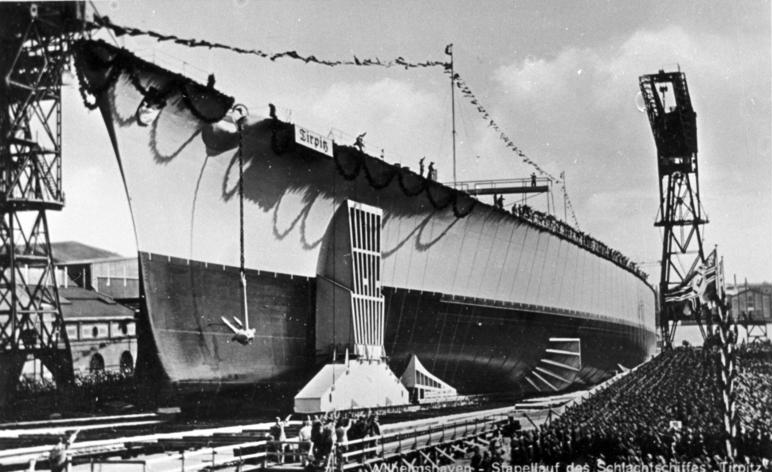
提尔皮茨号在下水时被推出滑道

提尔皮茨号是为替代老旧的前无畏舰石勒苏益格-荷尔斯泰因号而以“石勒苏益格-荷尔斯泰因代舰”的名义订购，合同编号为“G”。位于威廉港的战争海军造船厂获得了建造合同，于1936年10月20日开始铺设龙骨。舰体于1939年4月1日下水，在精心准备的仪式上，由伊尔莎·冯·哈塞尔（Ilse von Hassel）作为舰名出处、海军元帅阿尔弗雷德·冯·提尔皮茨的女儿主持为舰只命名，前帝国海军总司令阿道夫·冯·特罗塔上将则发表了下水演说，阿道夫·希特勒亦有出席观礼。舾装工作其后于1941年2月完成。英国轰炸机曾多次袭击造舰所在的港口，虽提尔皮茨号没有遭到炸弹命中，但袭击延缓了施工进度。它于1941年2月25日入列舰队，在波罗的海进行海上试航。
完成海试后，提尔皮茨号驻扎在基尔，并继续在波罗的海进行强化训练。在此期间，德国入侵了苏联。为了防止以列宁格勒为基地的苏联舰队突围，德国海军组建了一支临时的“波罗的海舰队”（Baltenflotte）。它由装甲舰舍尔将军号、轻巡洋舰科隆号、纽伦堡号、莱比锡号和埃姆登号、若干驱逐舰以及两支扫雷区舰队组成，提尔皮茨号则曾短暂地担任该舰队的旗舰。1941年9月23日至26日，由海军中将奥托·齐里亚克斯指挥的波罗的海舰队前往奥兰群岛附近巡逻，之后该部队解散，提尔皮茨号得以恢复训练日程。在训练期间，提尔皮茨号向已被改造为无线电控制靶舰的前无畏舰黑森号施射，以测试自身的主炮和副炮性能。当提尔皮茨号驻扎在基尔时，英国皇家空军继续对其发动轰炸，但都无功而返。

### 部署至挪威

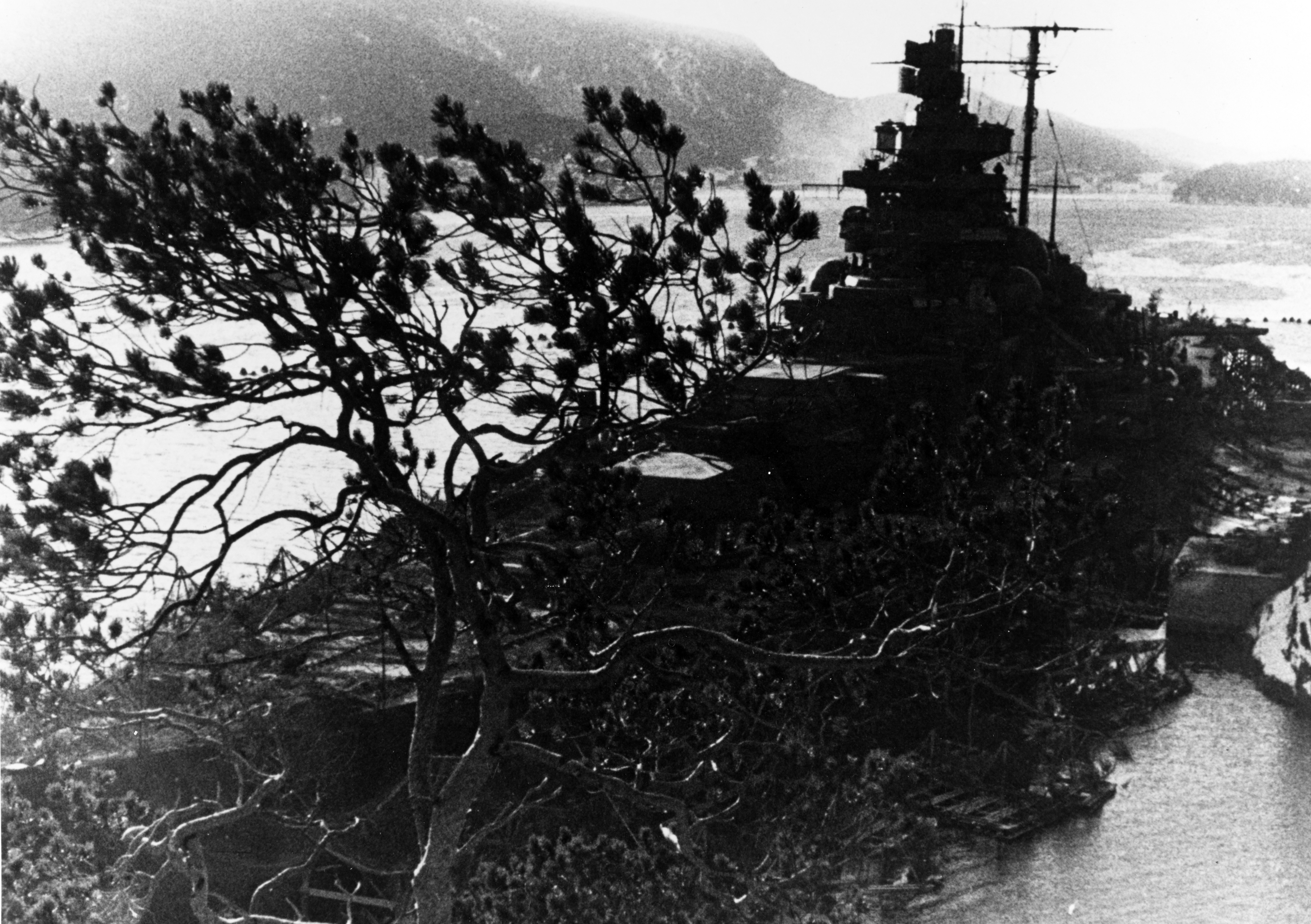
提尔皮茨号在费滕峡湾作伪装

1941年11月13日，战争海军总司令、海军元帅埃里希·雷德尔提出将提尔皮茨号部署至挪威。该舰将能够攻击前往苏联的护航船队，并可作为存在舰队牵制英国海军资源，以阻止盟军入侵挪威。希特勒在俾斯麦号被击沉后曾禁止向大西洋出击，但他同意了这个提议。提尔皮茨号遂被拖入船坞进行改装以备部署。该舰的防空武器得到加强，舰艛上靠近弹射器的105毫米炮被移到舷外以增加射界。两座四联装的533毫米鱼雷发射管也在这次改造期间安装。时任舰长、海军上校卡尔·托普于1942年1月10日宣布提尔皮茨号已做好战斗准备。翌日，该舰启程前往威廉港，这一举动旨在掩饰其实际目的地。
提尔皮茨号于1月14日23:00离开威廉港，驶向特隆赫姆。能够破译德国海军恩尼格玛密码的英国军事情报部门发现了该舰出航，但英国恶劣的天气却阻碍了皇家空军的行动。英国本土舰队总司令、海军上将约翰·托维直到1月17日才知道提尔皮茨号的活动，当时该舰已经安然抵达挪威。1月16日，英国通过空中侦察发现了身处特隆赫姆的舰只。提尔皮茨号遂转移到了特隆赫姆东北方向的费滕峡湾。这次行动的代号为“极夜行动”（Unternehmen Polarnacht）；该战列舰在行程中由驱逐舰Z-4“理夏德·拜岑”号、Z-5“保罗·雅各比”号、Z-8“布鲁诺·海涅曼”号和Z-29号提供护航。挪威抵抗运动组织将其所处方位报告给了伦敦。它停泊在悬崖边上，藉此保护舰只免受来自西南方向的袭击。船员们砍下树木，铺在提尔皮茨号舰上进行伪装；他们还经常将整艘舰隐藏在用水和氯磺酸制造的人造雾云之中，以躲避空中侦察和攻击。峡湾周围则架设了额外的防空炮台，在锚地入口处也安装有鱼雷防御网和重型水栅。提尔皮茨号被戏称为“北方孤独的女王”（Die einsame Königin des Nordens），因为它很少出勤，官兵的生活非常单调。频繁的燃料短缺限制了训练次数，使战列舰及其护航舰只得长期停泊在防御网后面。船员们主要负责维护舰只和持续配备防空防御系统。为了让他们有事可做，保持身心健康，舰上会不定期举办体育活动。

### 针对盟军护航船队的行动
有几个因素阻碍了提尔皮茨号在挪威行动的自由。最紧迫的是燃料短缺，以及德国驱逐舰部队被撤走以支援“地狱犬行动”——即协助战列舰沙恩霍斯特号、格奈森瑙号和重巡洋舰欧根亲王号冲刺穿越英吉利海峡。这导致原计划在1月底对出航的PQ-8号护航船队的袭击被迫放弃。英国则计划于1月底用四发重型轰炸机对提尔皮茨号实施空袭，但由于目标上空的恶劣天气，飞机无法找到该舰。2月初，提尔皮茨号参与了在“地狱犬行动”筹备阶段为分散英国人注意力而进行的佯动，其中包括驶出峡湾，以及准备出击至北海。当月晚些时候，它得到了舍尔将军号和欧根亲王号以及几艘驱逐舰的增援，但欧根亲王号在费滕峡湾的入口处被一艘英国潜艇用鱼雷击中，暂时无法行动。

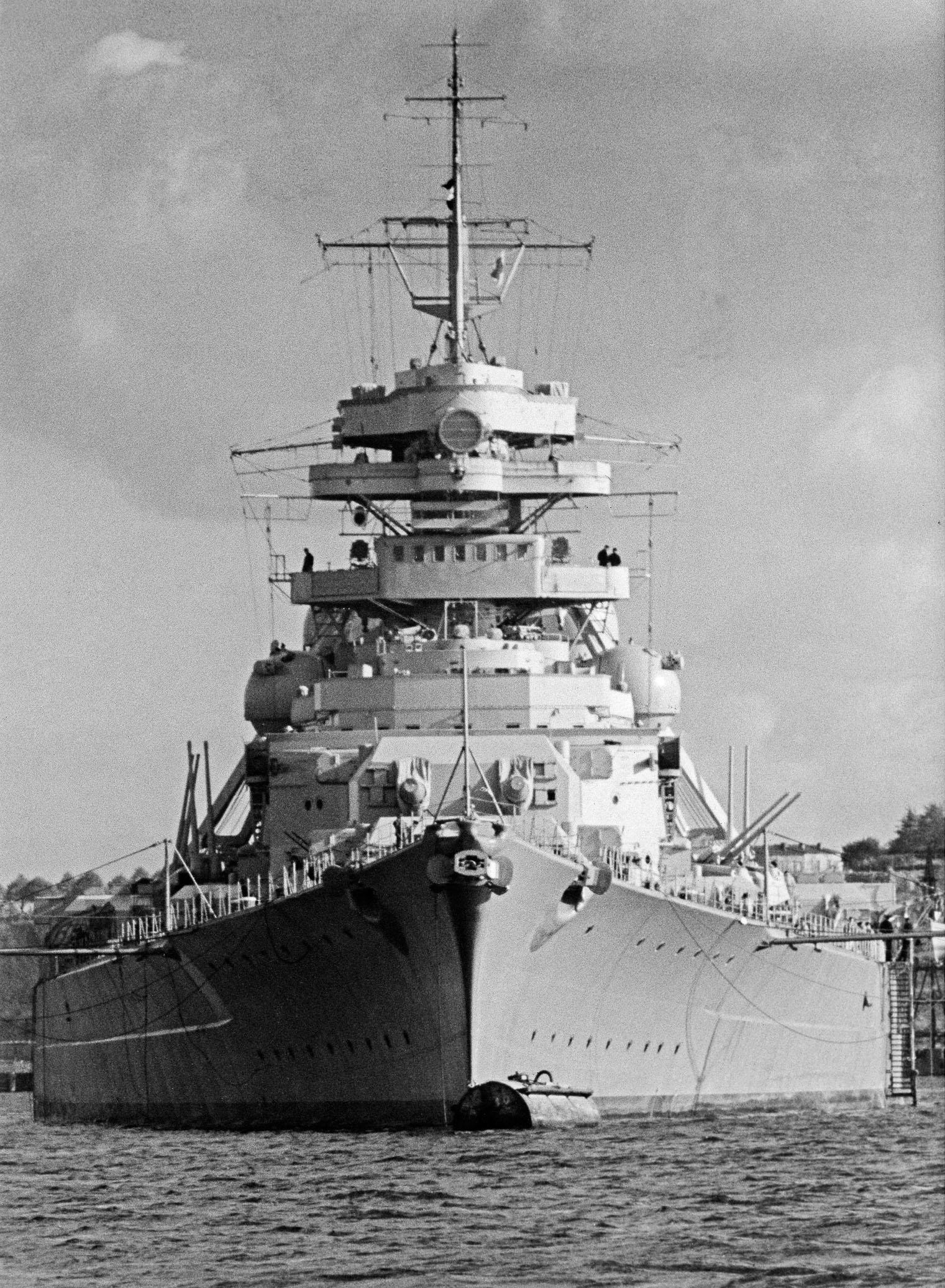
提尔皮茨号的舰艏

1942年3月，作为“体育宫行动”的一部分，提尔皮茨号与舍尔将军号连同驱逐舰Z-14“弗里德里希·伊恩”号、Z-5“保罗·雅各比”号、Z-7“赫尔曼·舍曼号”和Z-25号以及两艘鱼雷艇，打算攻击返航的PQ-8号和出航的PQ-12号护航船队。但舍尔将军号的设计航速仅为26節（48每小時）；由于速度太慢，无法与提尔皮茨号共同行动，因此被留在了港口，驱逐舰保罗·雅各比号亦是如此。两艘鱼雷艇也被免除行动。3月5日，德国空军侦察机在扬马延岛附近发现了PQ-12；但它没有留意到战列舰约克公爵号或战列巡洋舰声望号，这两者连同四艘驱逐舰都在为船队护航。
德国人不知道的是，托维将军还在为船队提供远程支援，兵力包括战列舰英王乔治五世号、航空母舰胜利号、重巡洋舰贝里克号和六艘驱逐舰。恩尼格玛密码机截获的信息再次向英国人报告了提尔皮茨号的袭击预警，这使他们得以改变船队的航路。3月9日，托维将军试图追击提尔皮茨号，但德军分舰队司令齐里亚克斯将军决定在前一天晚上返回港口。空袭于9日清晨发动；十二架青花鱼式鱼雷轰炸机分三组袭击该舰，但提尔皮茨号成功地避开了鱼雷，仅3人在袭击中负伤。提尔皮茨号的高射炮手则击落了两架敌机。袭击结束后，提尔皮茨号驶向费斯特峡湾，再从那里前往特隆赫姆，于3月13日傍晚抵达。3月30日，三十三架哈利法克斯轰炸机袭击了该舰；它们未能击中目标，反倒有五架飞机被击落。皇家空军于4月底又发动了两次空袭，但均以失败告终：4月27日至28日夜间，三十一架哈利法克斯和十二架兰开斯特轰炸机发起进攻，其中五架被击落。第二天晚上，二十三架哈利法克斯和十一架兰开斯特又组成了另一次突袭，其中两架被德国的防空火炮击落。
提尔皮茨号及其护航驱逐舰在3月份的行动中共消耗了8,230吨重油，从而大大减少了可用的燃料供应。德国人花了三个月的时间才补充完试图拦截两支盟军船队所消耗的燃料。在“跳马行动”期间，6月27日离开冰岛前往苏联的PQ-17号护航船队是驻扎在挪威的提尔皮茨号及德国分舰队余部的下一个目标。负责护送船队的是战列舰约克公爵号、华盛顿号以及航空母舰胜利号。提尔皮茨号、希佩尔将军号和六艘驱逐舰从特隆赫姆出发，而由吕措号、舍尔将军号和六艘驱逐舰组成的第二特遣队则从纳尔维克和博根峡湾驶出。吕措号和另外三艘驱逐舰在前往会合地点的途中撞上了海图上未标明的暗礁，不得不返回港口。提尔皮茨号离开挪威后不久，苏联潜艇K-21号便向该舰发射了两枚或四枚鱼雷，但全部射失。苏联人则宣称有两枚命中。与此同时，瑞典情报部门向英国海军部报告了德国人的出发情况，英国海军部下令解散船队。意识到自己已经被发现后，提尔皮茨号中止了这次行动，将袭击任务交给U艇和德国空军。分散的船舶无法再受到护航船队的保护，德国人得以击沉了三十四艘孤立运输船中的二十一艘。提尔皮茨号则经由罗弗敦群岛返回阿尔塔峡湾。

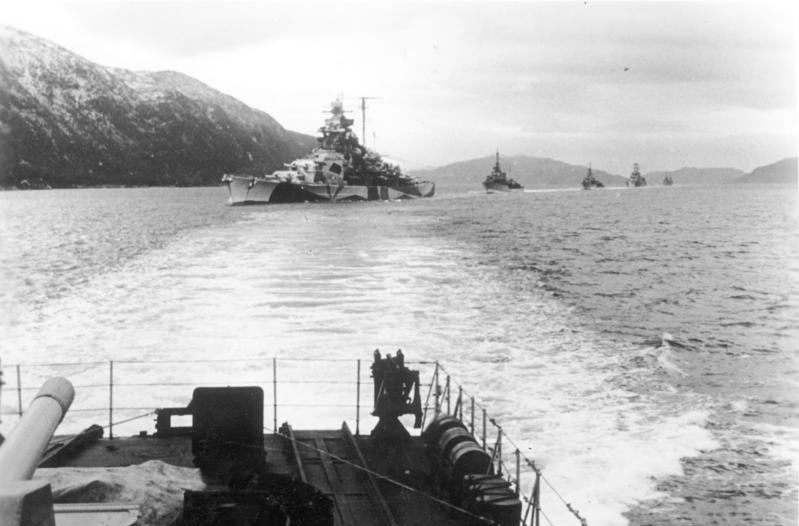
提尔皮茨号在几艘驱逐舰的护卫下驶向博根峡湾（1942年10月）

“跳马行动”过后，德国人将提尔皮号转移到纳尔维克附近的博根峡湾。此时，舰只需要接受大修。希特勒禁止该舰冒险返回德国，所以大修工作是在特隆赫姆进行的。10月23日，提尔皮茨号离开博根峡湾，回到特隆赫姆外围的费滕峡湾。其锚地的防御工事得到进一步加强；除了安装了额外的高射炮，还在舰只周围铺设了双层鱼雷防御网。维修是分阶段进行的，因此提尔皮茨号在大部分大修期间都保持部分运行。舰艉周边还建有一座大型沉箱，以便更换舰只的方向舵。在维修过程中，英国人曾试图用两枚战车人操鱼雷攻击战列舰，但在发射之前，汹涌的海浪便使其脱离了拖曳它们的渔船。到12月28日，大修已经完成，提尔皮茨号开始投入海试。它于1943年1月4日在特隆赫姆峡湾进行了射击试验。2月21日，托普获晋升为海军少将，其舰长职位由海军上校汉斯·卡尔·迈尔接替；五天后，沙恩霍斯特号奉命增援驻挪威的舰队。海军中将奧斯卡·庫梅茲被任命为驻挪威舰艇总司令。
1943年3月，当沙恩霍斯特号抵达挪威时，盟军前往苏联的护航船队已经暂时停运。为了让两艘主力舰有机会合作，在1942年12月31日的巴伦支海海战后接替雷德尔出任海军总司令的海军上将卡尔·邓尼茨下令，对设有英国气象站和燃料补给基地的斯匹次卑尔根岛发动攻击。该岛由152名挪威流亡武装力量人员组成的驻军守卫。两艘战列舰在十艘驱逐舰的护航下于9月6日离开港口；第二天，提尔皮茨耍了个作战诡计，在接近岛屿时挂起了白船旗。在炮击期间，提尔皮茨号共发射了五十二枚主炮炮弹和八十二枚150毫米副炮炮弹。这是该舰首次也是唯一一次向敌方水面目标发射主炮。一支突击部队上岸摧毁了海岸设施并俘虏了74人。到11:00，战列舰在摧毁了预定目标后返回挪威驻地。

### 英国对提尔皮茨号的袭击

#### 水源行动

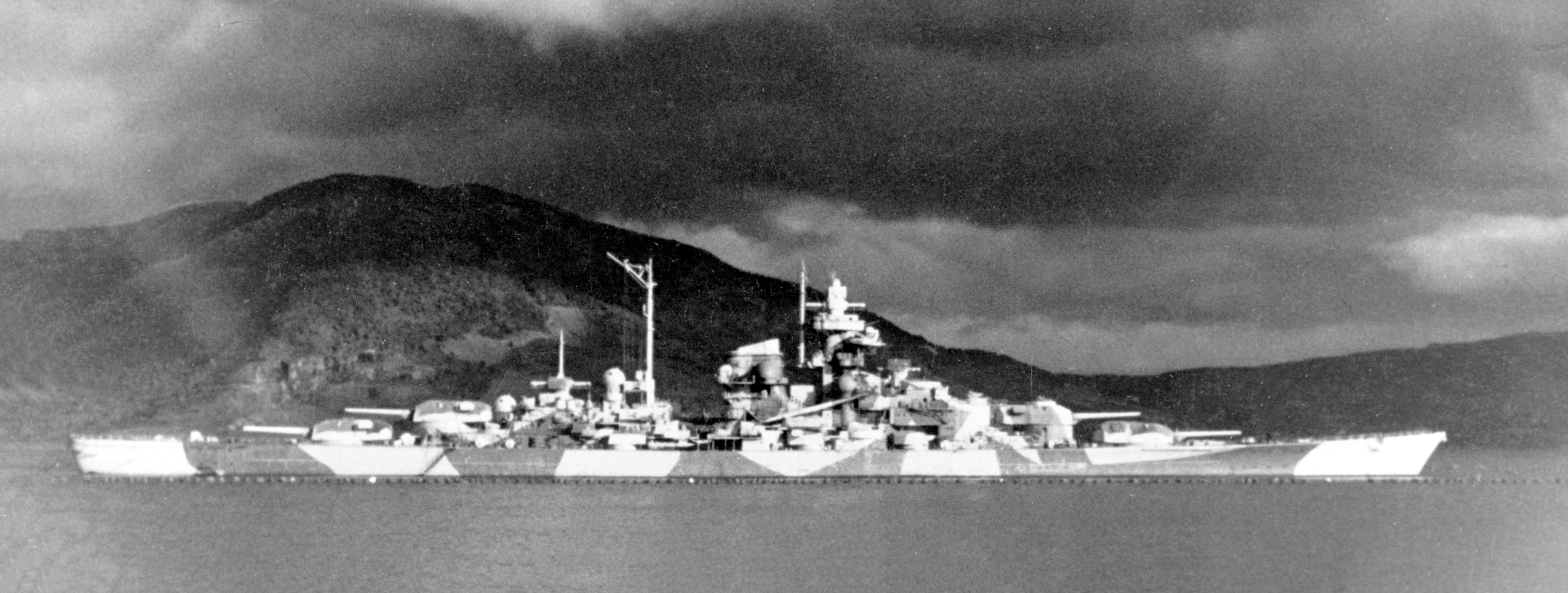
提尔皮茨号于博根峡湾

英国人决心击垮提尔皮茨号，以消除它对盟军北极护航船队构成的威胁。在经历了屡次无效的轰炸和1942年10月失败的鱼雷袭击后，英国人转向了新设计的X级微型潛艇。计划中的攻击代号为“水源行动”，包括对提尔皮茨号、沙恩霍斯特号和吕措号实施攻击。X艇由大型潜艇拖曳至目的地，在那里它们可以避开鱼雷防御网，并各自在目标底部的海床上放置两枚2吨重的强效水雷。共有十艘潜艇被分配到1943年9月20日至25日的行动中，但仅八艘能够抵达挪威的科菲峡湾参与9月22日清晨开始的攻击。三艘艇具——X5、X6和X7号成功地突破了提尔皮茨号的防御，其中X6和X7号顺利布设了水雷。X5号在距离防御网约200米处被发现，遂遭火炮和深水炸弹联合击沉。
水雷对提尔皮茨号造成了严重破坏。第一枚在与采撒炮塔并排的位置上爆炸，第二枚在距舰艏左舷45至55米开外引爆。这导致一个燃料舱破裂，外壳版被撕开，舰底形成一个巨大凹痕，双层船底内的舱壁也发生弯曲。大约1,430吨海水灌入舰内的燃料箱和双层船底左舷的空隙，造成了1到2°的横倾，需要通过右舷的反向注水来恢复平衡。涌水损坏了2号发电机舱的所有涡轮发电机；1号发电机舱内除了一台发电机外，其他设备都因蒸汽管线断裂或电源线切断而无法工作。朵拉炮塔从轴承上脱落，无法转动；这一点尤为重要，因为挪威没有足够强劲的重型起重机来吊起炮塔并将其放回轴承上。舰载的两架Ar 196水上侦察机被爆炸的震荡抛离并完全损毁。修复工作由维修舰诺伊马尔克号负责；历史学家威廉·加茨克（William Garzke）和罗伯特·达林（Robert Dulin）评论称，这次成功的修复工作是“二战期间最为引人注目海军工程壮举之一”。维修一直持续到1944年4月2日；全速试航定于第二天在阿尔塔峡湾进行。

#### 钨素行动

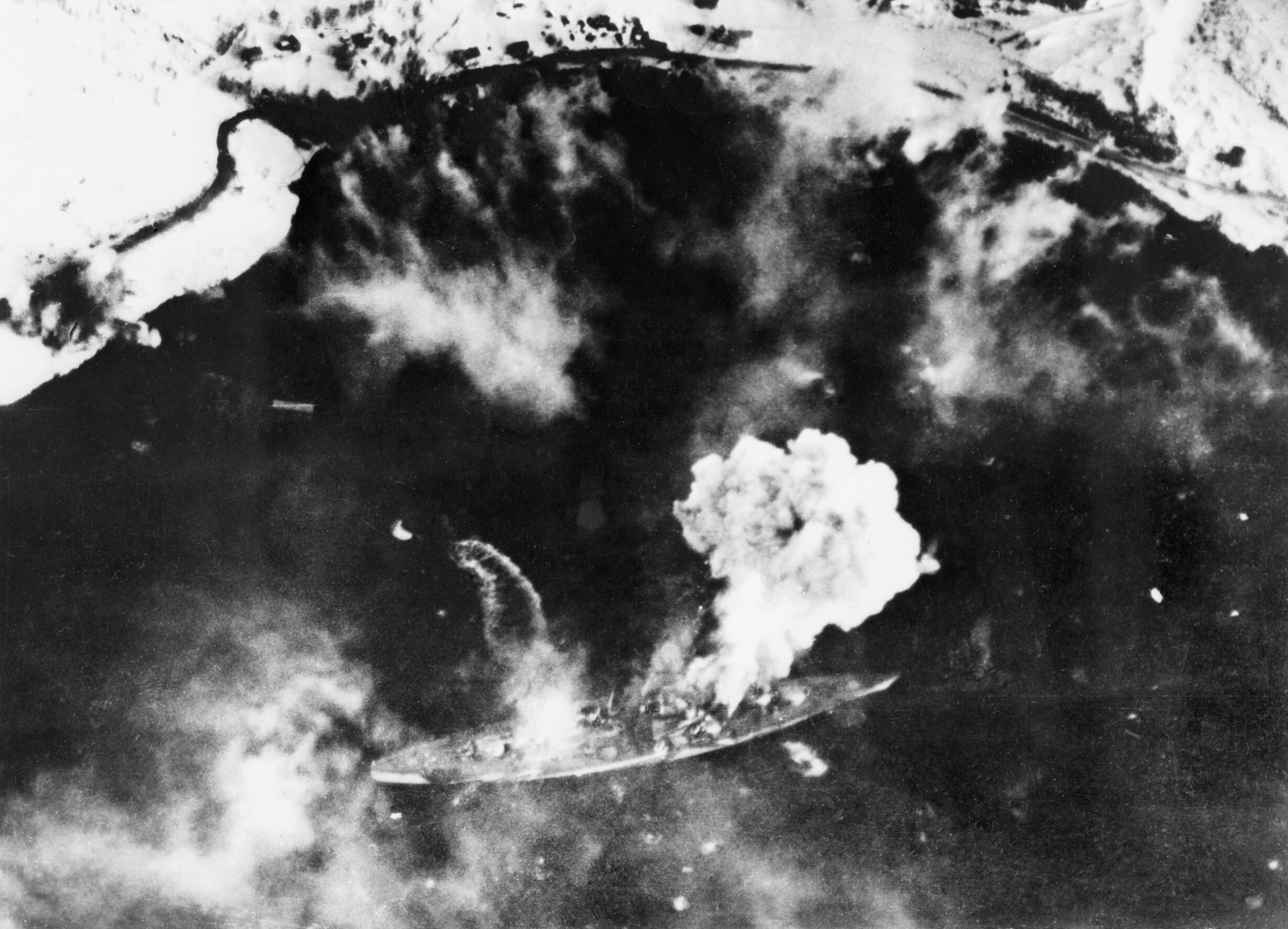
提尔皮茨号于1944年4月3日遭英国舰载机袭击

随着诺伊马克号和维修人员于3月离开，英国人意识到提尔皮茨号已接近重新投运。于是，一项由舰队航母胜利号和暴怒号以及护卫航母皇帝号、击剑者号、追赶者号和搜搜索者号组成的大规模空袭——“钨素行动”，计划于1944年4月4日展开，但对恩尼格玛的解密表明提尔皮茨号将于4月3日凌晨05:29出发进行海试后，行动时间便调整为提前一天。这次袭击由四十架携带500磅（230）、600磅（270）和1,600磅（730）穿甲弹的梭鱼俯冲轰炸机和四十架护航战斗机分两波执行，共取得15次直接命中和2次近距脱靶。飞机实现了奇袭，在第一波期间只损失了一架；因为提尔皮茨号的所有防空火炮用了12到14分钟才配满人员。第一波发生在于05:29，当时拖船正准备协助该舰离开系泊处。一小时后，即06:30过后不久，第二波机群到达目标上空。尽管德国的高射炮手有所警觉，但亦只有另一架轰炸机被击落。
空袭没有穿透主装甲带，但仍然对提尔皮茨号的舰艛造成了显著破坏并导致严重伤亡。加茨克和达林的报告指出，袭击共导致122人阵亡、316人受伤；而希尔德布兰、勒尔和施泰因梅茨（Hildebrand, Röhr, & Steinmetz）的报告则认为有132人阵亡及270负伤，其中包括舰长汉斯·迈尔上校。两座150毫米炮塔被炸弹摧毁，两架Ar 196水上飞机也被摧毁。几次炸弹袭击还引发了舰上的严重火灾。震荡使得右舷涡轮发动机失灵，用于灭火的盐水则侵入锅炉并污染了给水。大约2,000吨海水灌入舰内，主要是通过近距脱靶时的炮弹碎片在舷侧外板造成的两个穿孔而入。用于灭火的水也导致了淹浸。邓尼茨下令不计成本也要修复舰只，尽管他清楚知道提尔皮茨号由于战斗机支援不足而无法再用于水面行动。维修工作于5月初开始；驱逐舰在三天的时间里将重要的设备和工人从基尔运往阿尔塔峡湾。到6月2日，提尔皮茨号能够重新依靠自身动力航行，到月底则已达到火炮试验条件。在修复过程中，150毫米炮经过改装能够对空作战，并配备了专门用于密集防空火力的380毫米引信弹。

#### 行星、膂力、虎爪、福神及古德伍德行动

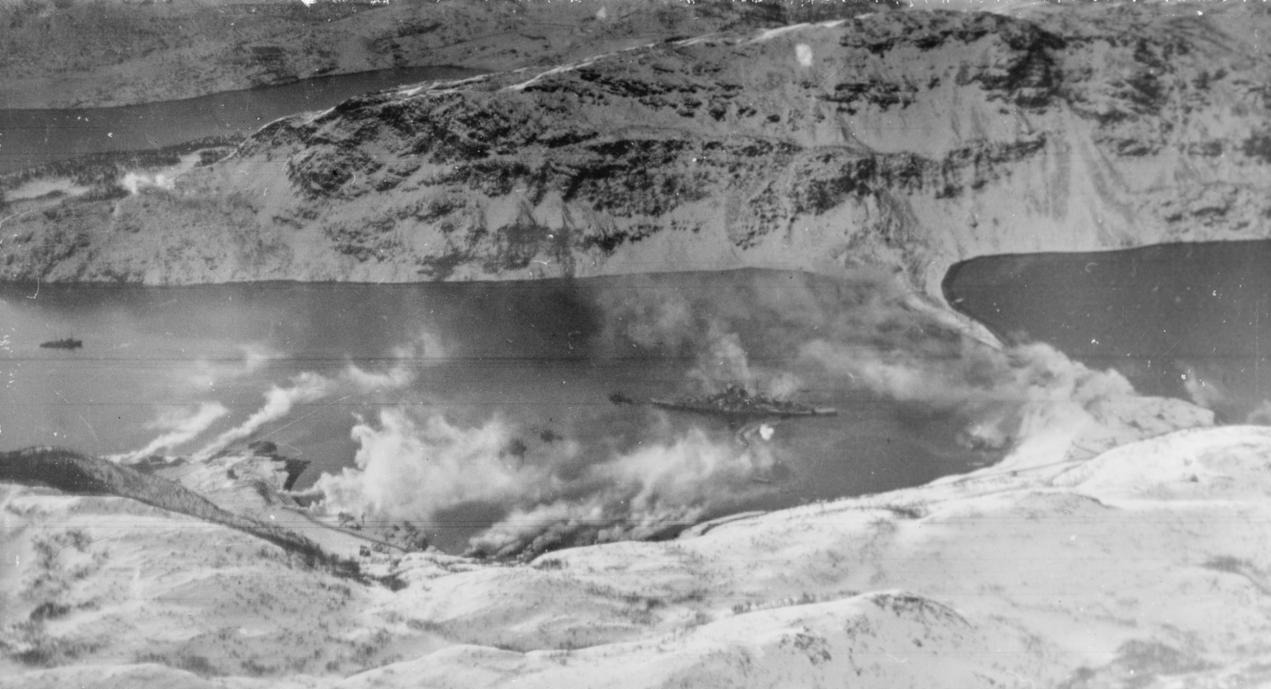
提尔皮茨号系泊于科菲峡湾；烟雾是人为制造，用于隐藏舰只

皇家海军计划在接下来的三个月里实施一系列舰载攻击，但恶劣的天气迫使它们相继取消。作为“钨素行动”的翻版，代号为“行星行动”（Operation Planet）的袭击曾定于4月24日发动。由来自航母胜利号与暴怒号的二十七架轰炸机和三十六架战斗机执行的“膂力行动”（Operation Brawn）原定于5月15日实施，而“虎爪行动”（Operation Tiger Claw）则拟定于5月28日实施。7月17日，胜利号、暴怒号还与不倦号航空母舰一同参加了“福神行动”，共有六十二架轰炸机和三十架战斗机在恶劣天气下执行空袭。8月下旬，天气好转，“古德伍德系列行动”因此得以开展。古德伍德第一次和第二次行动于8月22日发起；由舰队航母暴怒号、不倦号和可畏号以及护卫航母纳瓦卜号和小号手号组成的舰载编队在两次袭击中共出动了三十八架轰炸机和四十三架护航战斗机。
这些袭击未能对提尔皮茨号造成任何损害，却有三架进攻的飞机被击落。古德伍德第三次行动于8月24日紧随其后，仅由舰队航母上搭载的飞机组成。四十八架轰炸机和二十九架战斗机袭击了该舰，取得两次命中并造成轻微损坏。其中一枚重达1,600英磅的炸弹穿透了上层和下层装甲甲板，落在了4号配电舱内。但它的引信已经损坏，炸弹没有爆炸。第二枚是一枚500英磅重的炸弹，爆炸造成了表面损伤。六架飞机在袭击中被击落。之后是8月29日的古德伍德第四次行动，三十四架轰炸机和二十五架战斗机分别从可畏号和不倦号起飞，但浓雾使它们无法取得任何命中。提尔皮茨号的的炮手则击落了一架萤火虫式和一架海盗式战斗机。这艘战列舰合共发射了五十四枚主炮和161枚150毫米炮炮弹——其中两成为轻型防空弹。

#### 扫雷器及消除行动

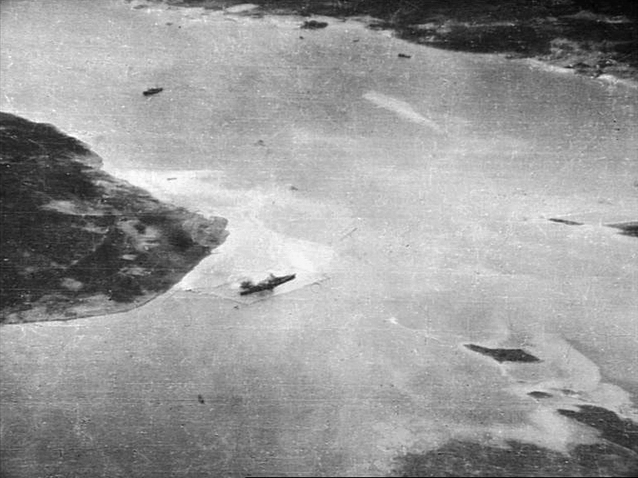
1944年11月，提尔皮茨号最后一次系泊在霍科亚岛附近

由于舰队航空队发动的绝大多数袭击都不起作用，导致摧毁提尔皮茨号的任务在1944年中期被移交予皇家空军第5轰炸联队。皇家空军使用兰开斯特轰炸机携带6短噸（5.4公噸）重的高脚柜炸弹来穿透舰只的重型装甲。第一次出击，即“扫雷器行动”，于1944年9月15日发动；从苏联亚戈德尼克前沿基地起飞的二十三架兰开斯特（其中十七架各携带1枚高脚柜炸弹、六架各携带12枚约翰尼·沃克炸弹）对舰艏取得一次命中。高脚柜炸弹完全穿透了舰只，然后从龙骨离开，在峡湾底部爆炸。艏部被800到1,000吨的海水淹没，造成严重艏倾。舰只已变得不再适航，速度被限制在8—10節（15—19每小時）。震荡冲击还对火控设备造成严重破坏。损坏的程度促使海军总司令部只能以作为浮动炮台使用的标准修复该舰。维修工作预计需时九个月，但修补弹孔可以在数周内完成，从而允许提尔皮茨号能够进一步向南移动到特罗姆瑟。10月15日，该舰依靠自身动力航行了200海里（370）前往特罗姆瑟，这是它服役生涯中的最后一次航行。
10月29日，当提尔皮茨号系泊于特罗姆瑟外围的霍科亚岛时，皇家空军进行了第二次尝试。在“消除行动”中，三十二架兰开斯特用高脚柜炸弹袭击了该舰。与“扫雷器行动”一样，是次行动也由第9中队和第617中队共同执行，结果仅取得一次近距脱靶，部分原因是目标上空的恶劣天气。水下爆炸损坏了左舵和驱动轴，并造成了一些水浸。提尔皮茨号的380毫米炮弹破片在对抗高空轰炸机时被证明是无效的；仅一架飞机被陆基高射炮击伤。袭击发生后，舰只的锚地得到显著强化。为了防止其倾覆，在舰只的下方和周围建造了一座大型沙坝，并安装有鱼雷防御网。提尔皮茨号保留了早前受损时约1度的左倾，这并没有通过反向注水来纠正，以保留尽可能多的储备浮力。该舰还为担任浮动炮台的职责做好了准备：燃料贮量仅限于为涡轮发电机提供必要的动力，而船员也被裁减至1,600名官兵。

#### 要理問答行动
“要理問答行动”是英国人对提尔皮茨号的最后一次攻击，发生于1944年11月12日。轰炸机于09:35接近战列舰，后者再次使用380毫米炮迎击；提尔皮茨号的主炮迫使轰炸机暂时分散，但无法瓦解攻击。来自第9中队和第617中队的三十二架兰开斯特向舰上投掷了29枚高脚柜炸弹，取得两次直接命中和一次近距脱靶。其他几枚炸弹落在鱼雷防御网屏障内，在海床上造成了显著的弹坑；为防止舰只倾覆而建的沙坝也因此发生大部坍塌。一枚炸弹穿透了安东和布鲁诺炮塔之间的甲板，但未能引爆。第二枚则击中了飞机弹射器和烟囱之间的舰舯部，造成严重破坏。舷侧和舰底被炸出一个巨大的孔洞；与中弹并排的整个带式装甲部分被完全摧毁。第三枚炸弹可能击中了采撒炮塔的左舷。

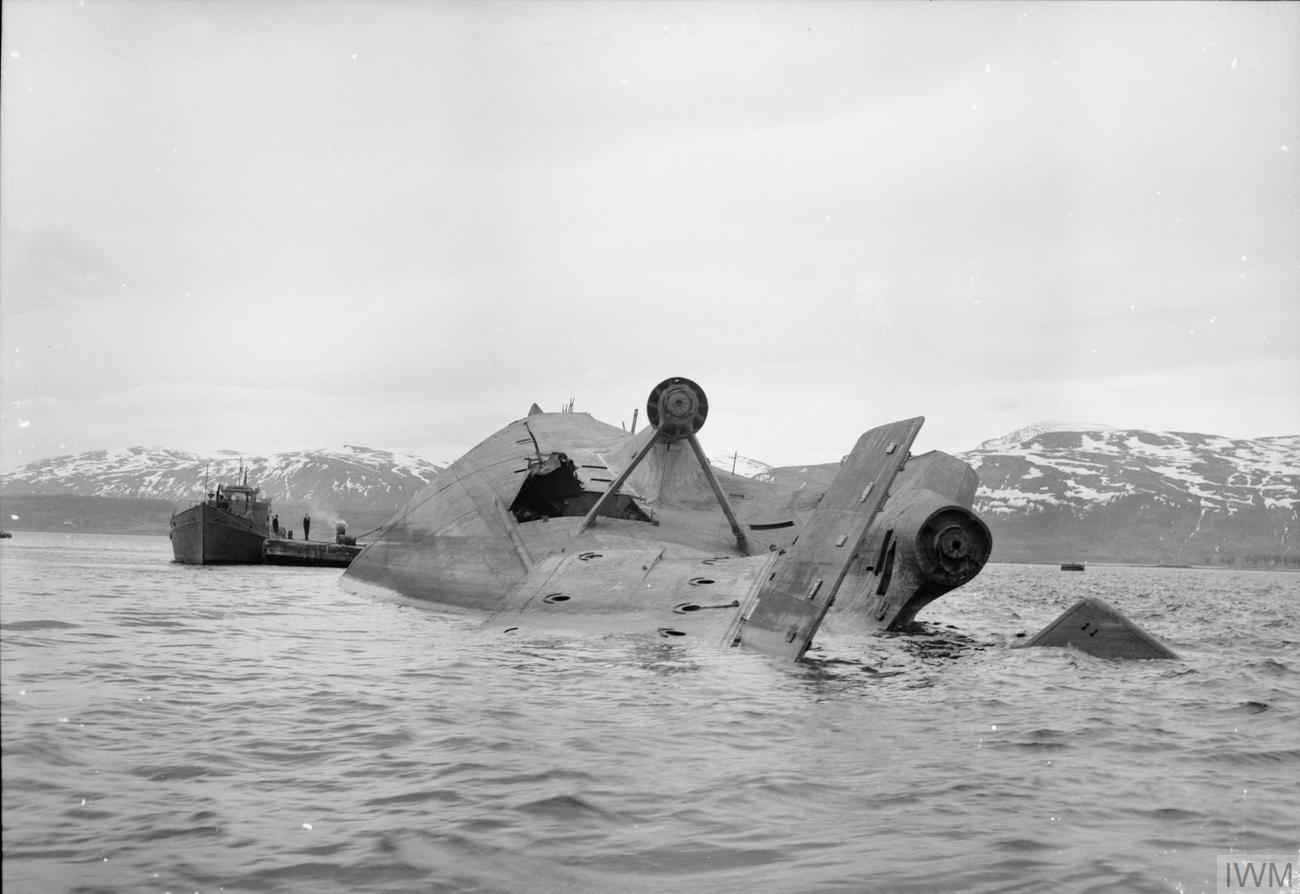
提尔皮茨号倾覆

舰舯中弹造成了严重的水浸，并迅速将左舷的倾斜度增加到15至20度之间。十分钟后，倾侧增加到30至40度，舰长发出了弃舰的命令。持续的进水致使舰只的倾斜于09:50达到60度，尽管至此似乎暂时稳定下来。八分钟后，一场巨大的爆炸震动了采撒炮塔。炮塔顶部和部分旋转结构被抛向25米高的空中，再砸向一群游向岸边的人，将他们压死。提尔皮茨号迅速翻转，并将其舰艛埋入了海底。袭击发生后，被困在倒置舰体内的82人通过直接穿出外露的底部而获救。死亡人数从950人到1,204人不等。大约200名幸存者于1945年1月被转移到装甲舰吕措号舰上服役。
提尔皮茨号覆灭后，德国空军在保护方面的表现受到了严厉批评。海因里希·埃尔勒少校作为第5战斗机联队第3大队的指挥官，因未能及时拦截英国轰炸机而被谴责。他在奥斯陆接受军事法庭审判，并受到死刑的威胁。有证据表明，他所在的部队未能按照德国海军的要求提供协助。他被判处三年监禁，但一个月后便获释，并降职重新发配到德国的一个Me 262戰鬥機中队。进一步的调查证明了埃尔勒无罪，因最终结论是德国海军与空军之间沟通不畅导致了这次惨败；飞行人员甚至没有接到提尔皮茨号在袭击发生前两周就已经离开了霍科亚岛的通知。提尔皮茨号的残骸一直留在原地，直到战争结束后，一家德国－挪威联营公司才开始打捞行动。这项工作从1948年持续到1957年；舰只的碎片被一家挪威公司出售。卢多维奇·肯尼迪在他关于该舰的历史著作中将提尔皮茨号形容为“如病人般存在，如瘸子般消亡”。

## 延伸阅读
- Bishop, Patrick. . Harper Press. 2012.